# El laberinto de la memoria
El laberinto de la memoria fue un programa de televisión producido por La Fábrica de la Tele y emitido por la cadena española Telecinco.
Fue presentado por María Teresa Campos (quien volvía a esa cadena tres años después) y dirigido por Carlota Corredera. Se repasaron las biografías de personajes relevantes del mundo de la política y empresarial de España.

## Episodios
- 16.10.2007 Felipe González (Primera parte)
- 23.10.2007 Felipe González (Segunda parte)
- 26.12.2007 Juan Carlos I (Primera parte)
- 02.01.2008 Juan Carlos I (Segunda parte)
- 12.03.2008 José María Aznar
- 17.10.2008 Reina Sofía
- 27.07.2009 Mario Conde